# Martin Klebba
Martin Klebba (ur. 23 czerwca 1969 w Troy w stanie Michigan) – amerykański aktor oraz kaskader mający jedną z odmian karłowatości – mierzy około 125 centymetrów wzrostu.

## Życiorys
Klebba urodził się i wychowywał w mieście Troy w stanie Michigan, tam też ukończył studia w Athens High School. Ożenił się z Michelle Dilgard w 2011 roku. Wolne chwile spędza z żoną lub gra w gry wideo.
Aktor występuje w wielu filmach i serialach. Największą popularność przyniosła mu rola Marty’ego, członka załogi Czarnej Perły w filmach Piraci z Karaibów. Ponadto wystąpił również w filmie Królewna Śnieżka, gdzie grał jednego z krasnoludków o imieniu Friday. Od 2011 roku występuje w serialu The Cape w roli Rollo.

## Filmografia
Filmy
- 2001: Superzioło jako gość na imprezie
- 2001: Królewna Śnieżka jako Friday
- 2002: Austin Powers i Złoty Członek jako tancerz (niewymieniony w czołówce)
- 2002: Smoochy jako Rhinette / Krinkle Kid
- 2002: Faceci w czerni II jako Obcy-dziecko
- 2002: Świąteczna pułapka jako Elf
- 2003: Knee High P.I. jako Hank Dingo
- 2003: El Matador jako Me Too
- 2003: Parasol bezpieczeństwa jako ochroniarz
- 2003: Od kołyski aż po grób jako spiker
- 2003: Piraci z Karaibów: Klątwa Czarnej Perły jako Marty
- 2003: Nawiedzony dwór jako Mały Duch
- 2004: Van Helsing jako Dwerger (niewymieniony w czołówce)
- 2005: Americano jako Matador
- 2006: Piraci z Karaibów: Skrzynia umarlaka jako Marty
- 2007: Sunny & Share Love You jako Jasper Johnson
- 2007: Piraci z Karaibów: Na krańcu świata jako Marty
- 2008: Poznaj moich Spartan jako Happy Feet (niewymieniony w czołówce)
- 2008: Hancock jako skazaniec
- 2008: Krwawa uczta II: Powrót bestii jako Grzmot
- 2009: In the Gray jako Damian
- 2009: Miłosna maskarada jako hrabia Le Petite
- 2009: Krwawa uczta 3 jako Grzmot
- 2009: American High School jako dyrektor Mann
- 2010: Dark Crossing jako Grande
- 2011: 1066 jako Turold
- 2011: Apollo Thorne jako Apollo Thorne
- 2011: Blood Shot jako Marud
- 2012: Projekt X jako wściekły karzeł
- 2017 :Piraci z Karaibów: Zemsta Salazara jako Marty

Seriale
- 1997–2003: Ja się zastrzelę jako wieśniak
- 1998–2006: Czarodziejki jako krasnoludek
- 2000–2006: Zwariowany świat Malcolma jako Naganiacz Cyrkowy
- 2001–2010: Hoży doktorzy jako Randall
- 2002–2003: Andy Richter – władca wszechświata jako Mały Andy
- 2004-2011: CSI: Kryminalne zagadki Nowego Jorku jako Calvin Moorey
- 2004–2008: Drake i Josh jako Nug Nug
- 2005: Kości jako Todd Moore
- 2007: CSI: Kryminalne zagadki Las Vegas jako Dickie Jones
- 2009: iCarly jako Nug Nug
- 2010: Para królów jako Hibachi
- 2011: The Cape jako Rollo